# Джъстис
Джъстис (на английски: Justice) Гаспар Оже (на френски: Gaspard Augé) и Ксавие дьо Роне (на френски: Xavier de Rosnay) са френско електро/хаус дуо. Символът на групата е голям светещ кръст, който използват за концерти си. Известни са и с множеството елементи от рок музиката, които използват в песните и имиджа си.
Групата дебютира през 2003 с ремикса на парчето на Simian Mobile Disco – „Never Be Alone“. Сингълът е направен специално за радио конкурс. След като лейбълът Ед Бенгър Рекърдс (Ed Banger Records) подписва с групата и издава песента, тя веднага става хит в нощните клубове и в интернет. През 2004 парчето е издадено за втори път, но този път с още по-голям успех под името „We Are Your Friends“.
След първоначалният успех дуото започва да работи заедно с редица френски групи и със световни звезди като Бритни Спиърс, Фатбой Слим, N*E*R*D* и Дафт Пънк.
През 2006 печелят награда от MTV за най-добър видеоклип за песента им – „We Are Your Friends“. Джъстис не присъстват на церемонията, наградата бива връчена на режисиора на видеото Jérémie Rozan и арт-директора на лейбъла Ед Бенгър Рекърдс Соу Ми (So Me). По време на речта Кание Уест се качва на сцената и обявява, че той е заслужава наградата, с което предизвиква скандал.
През 2007 излиза първият албум на дуото озаглавен със символа – „†“. След него е издаден и сингълът „D.A.N.C.E.“, който е номиниран за най-добър видеоклип отново от MTV и отново печелят наградата. Следва сингъла „Stress“, чиито режисиор е Рома Гаврас (Romain Gavras).
На 24 ноември 2008 излиза първото документално DVD „A Cross The Universe“, придружено от CD с изпълнение на живо от концерт в Лос Анджелис. DVD-то е заснето от Соу Ми и Рома Гаврас по време на северно-американското турне на бандата.